# 역발의 유라
《역발의 유라》(逆髪の結羅)는 일본의 만화·애니메이션 《이누야샤》의 등장하는 단역 악역으로, 3화에서 4화까지 등장하였다.

## 소개
머리카락을 자유로이 조종하는 여자로 히구라시 카고메가 무녀옷 차림으로 우물가에 왔을 때 처음 등장하였고 거의 초기에 등장했다. 이후 카고메가 우물을 통해 현대시대로 돌아오게 되었을 때도 머리카락을 현대시대까지 이어가 카고메와 이누야샤를 공격한다. 보통 머리카락과는 달리 칼날처럼 날카로워 상처를 내기도 한다. 카고메와 이누야샤가 머리를 맞댈 계기를 준 존재다. 그렇지만 약점은 붉은색 해골으로 불사신이라고 자만하다가, 카고메가 붉은색 해골을 부수는 바람에 소멸한다.

## 기술
- 홍무(紅霧, 베니가스미)

유라의 요검. 길이는 그다지 길지 않지만 매우 날카롭다. 머리카락을 상하게 하지 않고 살과 뼈만 베는 특성이 있는 오니의 보물. 일반 검보다 훨씬 예리하다.
- 오니비구시(鬼火髪)

유라가 들고 다니는 붉은 빗. 이것으로 머리카락을 빗으면 불꽃이 머리카락을 타고 뻗어나간다. 그 불꽃은 인간을 뼈까지 태워버릴 수 있는 강력한 위력을 가지고 있다.